# Põdrala
Põdrala (Estisch: Põdrala vald) was een gemeente in de Estlandse provincie Valgamaa. De gemeente telde 737 inwoners op 1 januari 2017 en had een oppervlakte van 126,9 km². De hoofdplaats was Riidaja. Põdrala was een van de gemeenten waar Mulgi gesproken werd, een apart dialect van het Estisch.
In oktober 2017 werd Põdrala bij de gemeente Tõrva gevoegd.

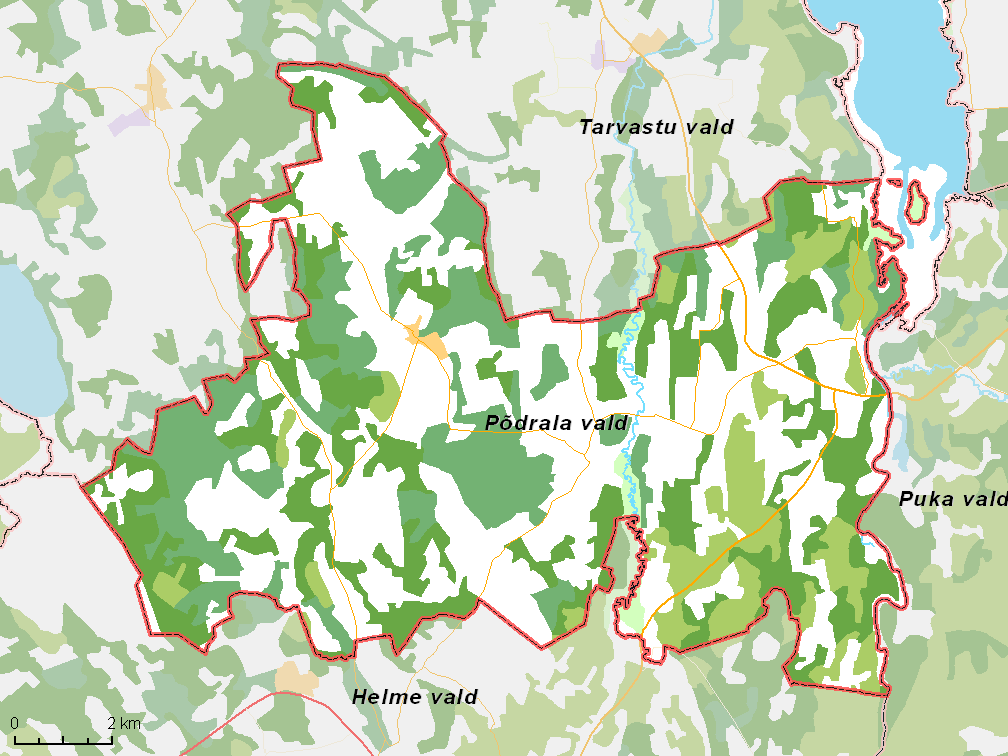
De gemeente met omliggende gemeenten, situatie begin 2017